# Espacio simple
En matemáticas, un espacio simple es un objeto simple en la categoría de espacios topológicos. En otras palabras, es un functor contravariante de la categoría simplex Δ a la categoría de espacios topológicos. 